# Terapontidae
Terapontidae (también Teraponidae, Theraponidae o Therapontidae), son una familia de peces de la orden de los Perciformes. Son peces de las aguas litorales poco profundas de la cuenca Indo-Pacífico. hay especies que se encuentran en las aguas salobres y dulces. La talla máxima de la especie más grande es de 80 cm. Tienen la facultad de poder emitir ruidos rondinantes.

## Géneros
Hay 15 géneros con 50 especies.
- Género Amniataba
  - Amniataba affinis (Mees & Kailola, 1977).
  - Amniataba caudavittata (Richardson, 1845).
  - Amniataba percoides (Günther, 1864).
- Género Bidyanus
  - Bidyanus bidyanus (Mitchell, 1838).
- Género Hannia
  - Hannia greenwayi Vari, 1978.
- Género Hephaestus
  - Hephaestus adamsoni (Trewavas, 1940).
  - Hephaestus carbo (Ogilby & McCulloch, 1916).
  - Hephaestus epirrhinos Vari & Hutchins, 1978.
  - Hephaestus fuliginosus (Macleay, 1883).
  - Hephaestus habbemai (Weber, 1910).
  - Hephaestus komaensis Allen & Jebb, 1993.
  - Hephaestus lineatus Allen, 1984.
  - Hephaestus obtusifrons (Mees & Kailola, 1977).
  - Hephaestus raymondi (Mees & Kailola, 1977).
  - Hephaestus roemeri (Weber, 1910).
  - Hephaestus transmontanus (Mees & Kailola, 1977).
  - Hephaestus trimaculatus (Macleay, 1883).
- Género Lagusia
  - Lagusia micracanthus (Bleeker, 1860).
- Género Leiopotherapon
  - Fortescue grunter, Leiopotherapon aheneus (Mees, 1963).
  - Leiopotherapon macrolepis Vari, 1978.
  - Leiopotherapon plumbeus (Kner, 1864).
  - Leiopotherapon unicolor (Günther, 1859).
- Género Mesopristes
  - Mesopristes argenteus (De vis, 1884).
  - Mesopristes cancellatus (Cuvier, 1829).
  - Mesopristes elongatus (Guichenot, 1866).
  - Mesopristes iravi Yoshino, Yoshigou & Senou, 2002.
  - Mesopristes kneri (Bleeker, 1876)
- Género Pelates
  - Pelates octolineatus (Jenyns, 1840).
  - Pelates quadrilineatus (Bloch, 1790).
  - Pelates sexlineatus (Quoy & Gaimard, 1825).
- Género Pelsartia
  - Pelsartia humeralis (Ogilby, 1899).
- Género Pingalla
  - Pingalla gilberti Whitley, 1955.
  - Pingalla lorentzi (Weber, 1910).
  - Pingalla midgleyi Allen & Merrick, 1984.
- Género Rhynchopelates
  - Rhynchopelates oxyrhynchus (Temminck & Schlegel, 1842).
- Género Scortum
  - Scortum hillii (Castelnau, 1878).
  - Scortum parviceps (Macleay, 1883).
- Género Syncomistes
  - Syncomistes kimberleyensis Vari, 1978.
  - Syncomistes rastellus Vari & Hutchins, 1978.
- Género Terapon
  - Terapon jarbua (Forsskål, 1775).
  - Terapon puta (Cuvier, 1829).
  - Terapon theraps (Cuvier, 1829).
- Género Variichthys (antes Varia)
  - Variichthys jamoerensis (Mees, 1971).
  - Variichthys lacustris (Mees & Kailola, 1977).

- Datos: Q1433153
- Multimedia: Terapontidae / Q1433153
- Especies: Terapontidae